# Leonid Wassiljewitsch Rutkowski
Leonid Wassiljewitsch Rutkowski (* 15. Januarjul. / 27. Januar 1859greg.; † 10. März 1920) war ein russischer Logiker und Logikhistoriker.

## Überblick
Rutkowski übernahm von dem russischen Logiker und Philosophen Michail Iwanowitsch Karinski die wichtigsten Leitsätze und entwickelte sie weiter. Rutkowski neigte wie Karinski zu einer materialistischen Auffassung der Denkgesetze und -formen. Nach Rutkowski besteht die Aufgabe der Logik darin, die Erfahrungen der einzelnen speziellen Wissenschaftsdisziplinen zu verallgemeinern und darauf eine wissenschaftliche Theorie der Beweise und Untersuchungen zu begründen.
Den hauptsächlichen Fehler der in Russland und anderen Ländern vorhandenen Arbeiten über die Logik sah Rutkowski darin, dass man die inhaltliche Seite des Denkens unterschätze und die formalen, vom Inhalt getrennten Momente überbetone. Diese Entfremdung untergräbt nach der Auffassung von Rutkowski die praktische Seite der Erziehung zu einem Denken, die objektive Welt der Erscheinungen richtig zu erkennen. Das Schicksal der Logik ist nach seiner festen Überzeugung eng mit der Verwirklichung ihres Hauptprinzips, nämlich des Zusammenhangs mit der Wirklichkeit, mit den konkreten Gegenständen und Prozessen des Lebens verbunden.
Empfindung, Wahrnehmung und Vorstellung, die den Stoff für das abstrakte Denken liefern, sowie alle Formen des Denkens selbst – das Urteil, der Begriff und der Schluss – sind für ihn subjektive Formen der objektiven Welt. Die Denkformen gehören zur höchsten Stufe der Erkenntnis, aber sie entstehen nicht von selbst und aus sich selbst heraus, sondern auf der Grundlage der sinnlichen Erkenntnis. Seine theoretischen Ansichten über die logischen Gesetze und Formen hat Rutkowski 1888 in einer Arbeit (1) veröffentlicht. Ebenso wie Karinski ging er davon aus, dass die Schlussfolgerungen zu den wichtigsten Fragen der Logik gehören.
Rutkowski teilte Karinskis Ansicht über das Wesen der Schlussfolgerungen als einer Übertragung der Definition von einem Gegenstand auf einen anderen aufgrund der festgelegten Identität. Dabei hielt sich Rutkowski nicht mechanisch an Karinskis Vorgaben, sondern entwickelte sie weiter. So war er z. B. der Ansicht, dass die ausschließlich aufgrund der Identität vorgenommene Übertragung der Definition den Kreis der Schlussfolgerungen einengt und dadurch den Denkvorgang reduziert. Denn nach Rutkowski existieren zwischen den Gegenständen nicht nur die Beziehungen der Identität, sondern auch Beziehungen der Subordination, Abhängigkeit, Koexistenz, Analogie u. a.
Da jede beliebige Denkform, darunter auch die Schlussfolgerung, nach Rutkowski eine Form der objektiven Beziehungen zwischen den Gegenständen beim Menschen widerspiegelt, darf auch die Übertragung der Definitionen in Form von Schlussfolgerungen nicht nur allein auf der Identität beruhen, sondern auch auf allen anderen Formen der Beziehungen zwischen den Gegenständen.
In seinen Ansichten über das Wesen der Schlussfolgerungen ging er davon aus, dass das gesamte menschliche Wissen seiner Entstehung nach in zwei Kategorien unterteilt werden kann:
- "1. in empirisches Wissen, das durch unmittelbares Beobachten der wahrgenommenen Welt erworben wird und ein einfacher Ausdruck der beobachteten Tatsachen ist, und

- 2. gefolgertes Wissen, das man durch einen besonderen geistigen Vorgang, genannt Schlussfolgerung, aus anderen, bereits früher erworbenen Kenntnissen erhält. Die Schlussfolgerung ist somit ein Denkakt, durch den wir unabhängig von der unmittelbaren Beobachtung allein aufgrund bereits vorhandener Kenntnisse zu neuen Kenntnissen gelangen"(1, S. 4)

### Schlussfolgerungen
Jegliches Wissen dient nach Rutkowski als Antwort auf eine der folgenden Fragen:
a. Zu welchem Gegenstand gehört die gegebene Definition, und
b. welche Definition gehört zu den gegebenen Gegenstand?
Deshalb besteht die Aufgabe des Schließens letzten Endes darin, die Antwort auf eine dieser Fragen zu finden. Rutkowski versucht auch, Wege zur Beantwortung dieser Fragestellung aufzuzeigen. Er zeigt zwei Verfahren:
- 1. Da der Mensch weiß, dass die gegebene Definition gerade auf diesen Gegenstand zutrifft, ist die Behauptung erlaubt, dass dieselbe Definition auch auf irgendeinen anderen Gegenstand zutreffen muss;

- 2. Da der Mensch weiß, dass auf einen bestimmten Gegenstand eine bestimmte Definition zutrifft, kann behauptet werden, dass auf den gleichen Gegenstand auch irgendeine andere Definition zutrifft.

Wenn die Aufgabe des Schließens darin besteht, neues Wissen aus bereits vorhandenem zu folgern, muss offensichtlich, so Rutkowski, jedes Schlussverfahren aus zwei Teilen bestehen:
- a. das Wissen, aus dem der Schluss gezogen wird, und

- b. das Wissen, das aus dem ersten gefolgert wird.

Ersteres Wissen ist bei Rutkowski das Grundwissen und das zweite das gefolgerte Wissen. Das gefolgerte Wissen muss nach irgendeinem logischen Verfahren aus dem Grundwissen gefolgert werden können, und deshalb ist, wie er behauptete, noch ein drittes Wissen erforderlich, das die Gewinnung der gefolgerten Kenntnisse aus dem Grundwissen legitimiert. Dieses Wissen bezeichnete Rutkowski als das begründete Wissen.
Mit anderen Worten bezieht sich Rutkowski auf folgende drei Urteile, die zu jeder Schlussfolgerung gehören:
- das grundlegende Urteil
- das gefolgerte Urteil
- das begründete Urteil

Das begründete Urteil hielt Rutkowski für den wichtigsten Bestandteil des Schließens, weil sein Wesen gerade in der Entscheidung besteht, ob es gerechtfertigt ist, ein Urteil aufgrund eines anderen Urteils zu fällen.
Die Aufgabe jedes Schlussverfahrens besteht nach Rutkowski darin, ein neues Subjekt zu finden, das eine Definition rechtfertigt, die in Bezug auf das Subjekt des grundlegenden Urteils festgestellt wurde. Deshalb teilte Rutkowski alle Formen der logischen Schlüsse in zwei Hauptkategorien auf:
1. Schlüsse der Subjekte
2. Schlüsse der Prädikate
Dadurch, dass er in den Schlüssen der ersten Kategorie das Subjekt des grundlegenden Urteils und das Subjekt des gefolgerten Urteils einander gegenüberstellt, konstatierte Rutkowski folgende Wechselbeziehungen zwischen ihnen:
A. sie können voneinander getrennte Gegenstände darstellen, so dass das Prädikat von einem einzelnen Gegenstand auf einen anderen einzelnen Gegenstand übertragen wird;
B. das Subjekt des grundlegenden Urteils kann ein einzelner Gegenstand sein, das Subjekt des Schlusses eine ganze Gruppe von Gegenständen, die auch den Gegenstand des grundlegenden Urteils enthält. In diesem Fall wird das Prädikat des grundlegenden Urteils von den einzelnen Gegenständen auf die sie umfassende Gruppe übertragen;
C. das Prädikat des grundlegenden Urteils enthält in sich das Prädikat des gefolgerten Urteils
Nachdem Rutkowski die Beschränktheit der in der traditionellen Logik üblichen Klassifikation der mittelbaren Schlüsse in syllogistische und deduktive erkannt hatte, stellte er, gestützt auf eine Reihe von Prinzipien bei Karinski, eine eigene Klassifikation auf. Dabei war er bemüht, vollständiger als bisher die Mannigfaltigkeit der Typen der Klassifikation der mittelbaren Schlüsse zu erfassen.

### Klassifikation
Seine Klassifikation umfasste folgende Typen:
- 1. die Traduktion als Schluss aufgrund der Ähnlichkeit, der Identität und der bedingten Abhängigkeit

- 2. die Induktion

- 3. die Deduktion

- 4. die Produktion als distributiver Syllogismus.

In diesem Fall geht das Denken bei der Substitution einer einzelnen Definition durch eine andere einzelne Definition gleichsam vorwärts bzw. geht von der bereits erkannten Definition über zu der noch zu erkennenden. Die Vorsilbe „pro“ deutet auf die Vorwärtsbewegung hin. Die erste Modifikation der Schlussfolgerungen des produktiven Typs ist nach Rutkowskis Auffassung jene, bei der das begründete Urteil die Koexistenz bestimmter Eigenschaften oder Merkmale bestätigt: wenn eins gegeben ist, so sind auch die anderen gegeben. Für das markanteste Beispiel einer solchen Modifikation hielt er die Arbeiten von Georges Cuvier, der allein anhand eines Zahns eines längst ausgestorbenen Tiers den ganzen Organismus rekonstruieren konnte.
Zu dieser Modifikation zählte Rutkowski auch die disjunktiven Syllogismen, sowie die Schlüsse aufgrund des Vergleichs in der Zeit (Gleichzeitigkeit), der funktionalen und kausalen Abhängigkeit, der Gemeinsamkeit und der Gleichheit zweier Gegenstände mit dem gleichen dritten. Rutkowski hat zur Klärung des Wesens des bedingt-kategorischen Syllogismus neue Wege beschritten. Entgegen der Tradition hielt er es für möglich, in bestimmten Fällen solche Modi des bedingt-kategorischen Syllogismus zu verwenden wie den Schluss von der Bestätigung der Folge auf die Bestätigung des Grundes und den Schluss von der Verneinung des Grundes auf die Verneinung der Folge.
- 5. die Subduktion als Schluss, der bei der Klassifizierung von Gegenständen im Laufe genetischer und substantionaler Erklärungen angewendet wird

Wenn man im Gegenstand eine Definition durch eine andere ersetzt, die die erste in ihrem Inhalt enthält, so wird diesem Gegenstand eine andere, umfassendere Definition zugeordnet. Dieser Umstand wird durch die Vorsilbe „sub“ ausgedrückt. Eine solche Schlussfolgerung liegt nach Rutkowski dann vor, wenn der Gegenstand dadurch definiert wird, dass man auf den gemeinsamen Begriff oder auf eine Gruppe von Gegenständen hinweist, zu dem er oder zu der er gehört. Diese Schlussfolgerung verwenden die Menschen auch bei der Erklärung von beobachteten Tatsachen oder Erscheinungen.
- 6. die Eduktion als Schluss auf die Zugehörigkeit eines Gegenstandes zu einer bestimmten Klasse.

Dieser Typ der Schlussfolgerung liegt dann vor, wenn das Prädikat des gefolgerten Urteils aus dem umfassenderen Prädikat des grundlegenden Urteils gefolgert wird. Diese Schlussfolgerung ist dem Wesen des logischen Vorgangs nach der direkte Gegensatz der subduktiven Schlussfolgerungen. In der Eduktion ist das Prädikat des Schlusses ein Prädikatsteil des grundlegenden Urteils, während in den subduktiven Schlussfolgerungen das grundlegende Urteil den Gegenstand durch das Merkmal bestimmte, das ein Teil der Definition des gefolgerten Urteils ist. Darum geht der Gedanke des Folgerns in den subduktiven Schlussfolgerungen von der weniger umfassenden Definition zur umfassenderen, in den eduktiven dagegen den entgegengesetzten Weg.
Die wichtigste Art der Eduktion sind nach Rutkowski jedoch die Wahrscheinlichkeitsschlüsse, unter denen er jene Fälle logischer Schlüsse versteht, deren Aufgabe die Bestimmung zu erwartender Ereignisse ist. Mit dieser Einteilung der Schlussfolgerungen hat Rutkowski erstmals in der russischen Geschichte der Logik die zweiteilige Klassifikation von Induktion und Deduktion überschritten.

## Werke
- (1) Die Grundtypen der Schlussfolgerungen, St. Petersburg 1888 (russ.)
- Kritik der Methoden der induktiven Beweisführung, 1899
- Elementarni uschebnik logiki primenitelno k trebowanijam rimnasischeskogo kursa, 1884